# 泰斯巴赫河 (伊薩爾河支流)
48°37′45.9″N 12°27′49.2″E / 48.629417°N 12.463667°E

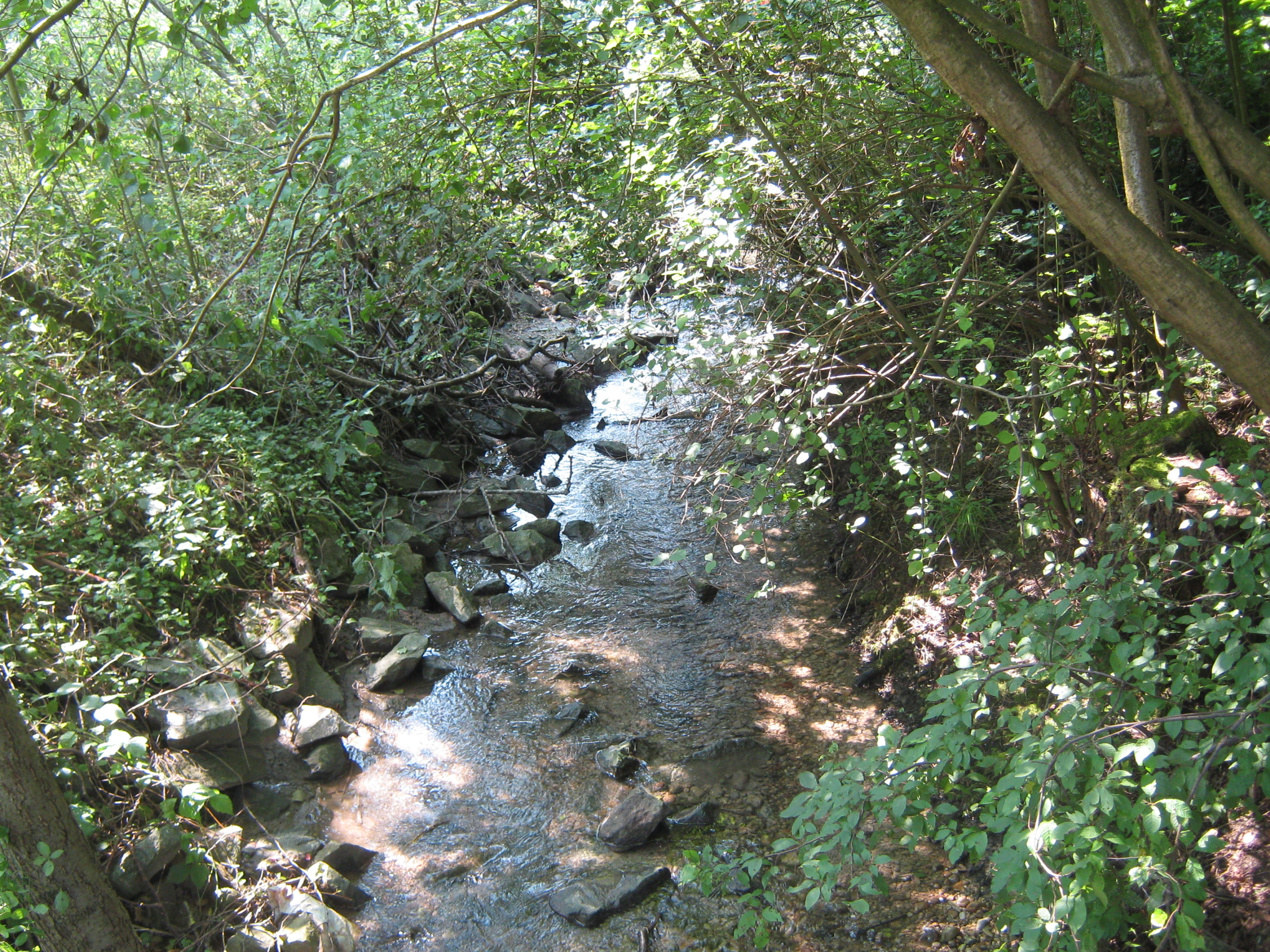

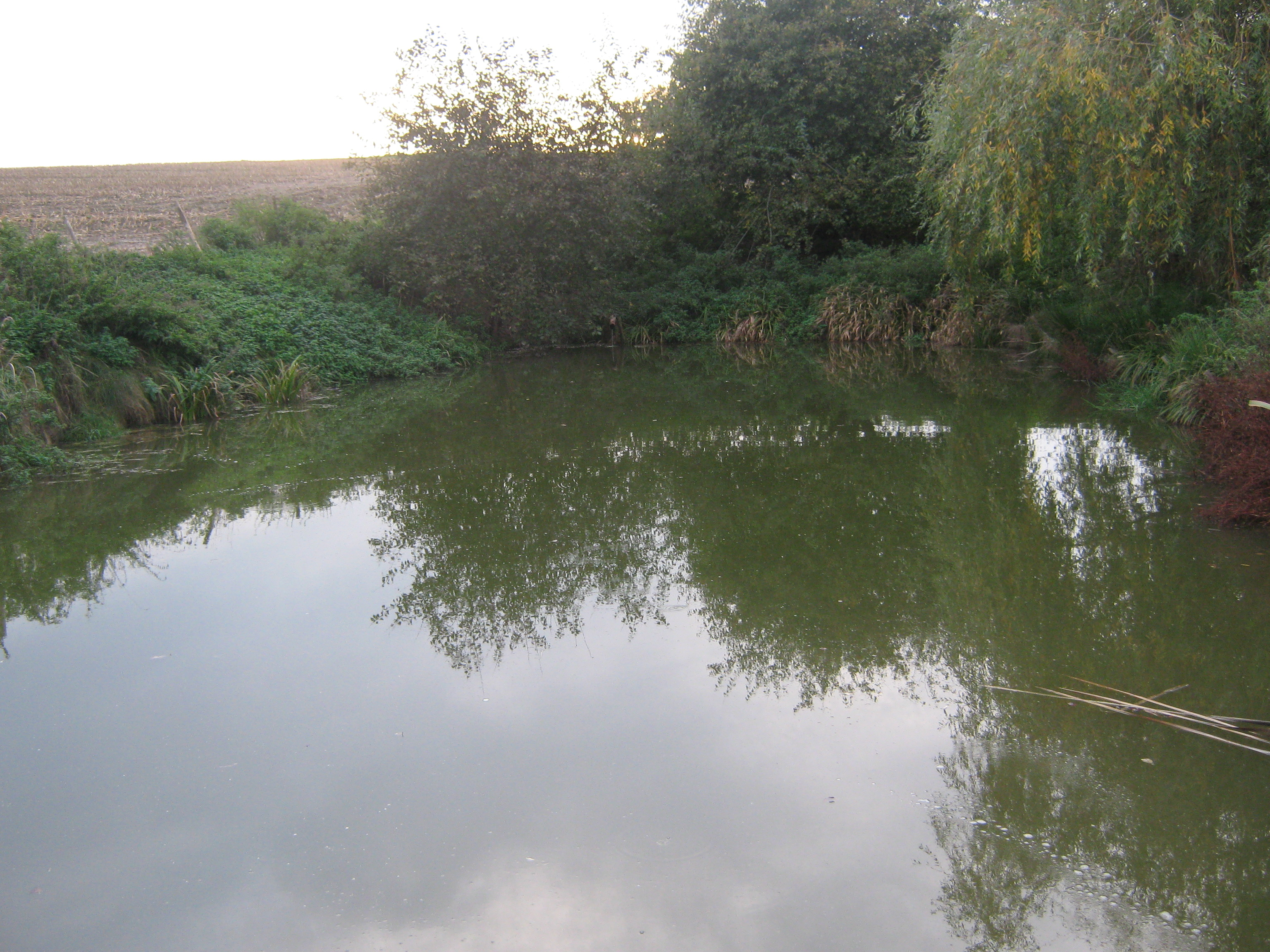

泰斯巴赫河是德國的河流，位於該國東南部，由巴伐利亞負責管轄，屬於伊薩爾河的支流，河道全長8.5公里，流域面積13.4平方公里，流經丁戈爾芬-蘭道縣。